# Mediodactylus aspratilis
Espèce
Synonymes
- Bunopus aspratilis Anderson, 1973
- Carinatogecko aspratilis (Anderson, 1973)

Statut de conservation UICN

 DD  : Données insuffisantes
Mediodactylus aspratilis est une espèce de geckos de la famille des Gekkonidae.

## Répartition
Cette espèce est endémique de la province de Fars en Iran. Elle se rencontre dans les monts Zagros.

## Publication originale
- Anderson, 1973 : A new species of Bunopus (Reptilia: Gekkonidae) from Iran and a key to lizards of the genus Bunopus. Herpetologica, vol. 29, p. 355-358.